# Tsaritsyno

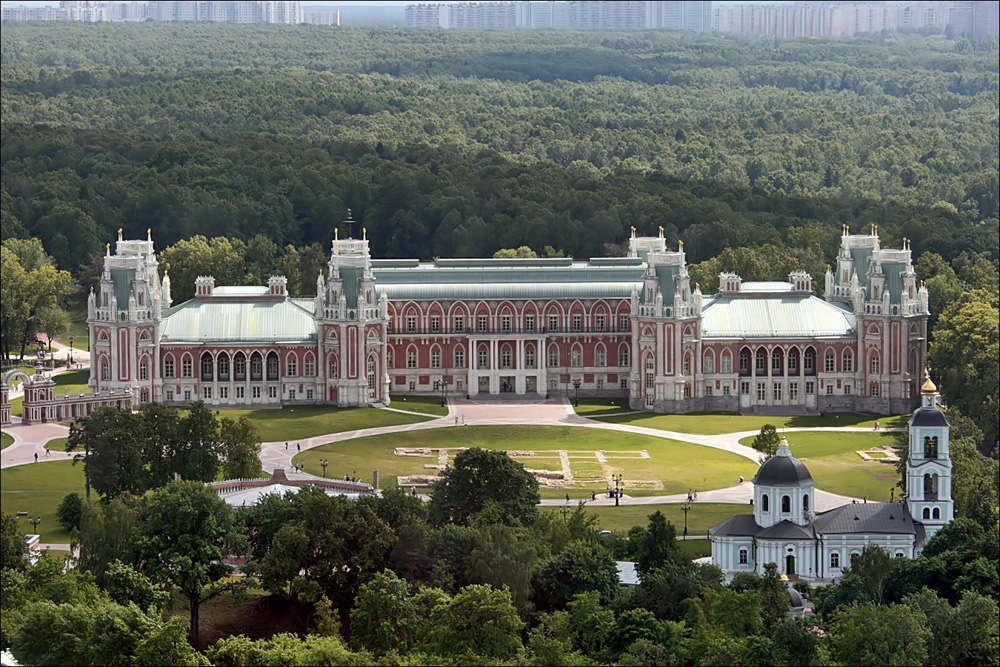
Stora palatset i Tsaritsynoparken.

Tsaritsyno (ryska: Царицыно, "Tsarinnans") är en park och friluftsmuseum i södra Moskva.
På 1500-talet fanns här en egendom, som tillhörde tsarinnan Irina Godunova, syster till tsar Boris Godunov. 1775 köptes egendomen av Katarina den stora, som råkade passera och blev förälskad i områdets skönhet. Området fick nu sitt nuvarande namn, som betyder "Tsarinnans". Åren 1776-85 uppfördes ett stort palats åt kejsarinnan, vilken dock blev missnöjd och lät riva alltsammans och sparka arkitekten. 1786 godkände Katarina planerna på ett nytt palats, och bygget startade. Kejsarinnans död 1796 innebar att byggandet avstannade och övergavs i över tvåhundra år, och palatset färdigställdes inte förrän 2007.
Tsaritsyno är idag ett välbesökt utflyktsmål, med museer för historia, arkitektur och konst. I den omgivande landskapsparken finns stora dammar med båtuthyrning, restaurang, dekorativa broar från 1800-talet, arboretum, konstgjorda grottor och ett stort antal paviljonger.

## Galleri

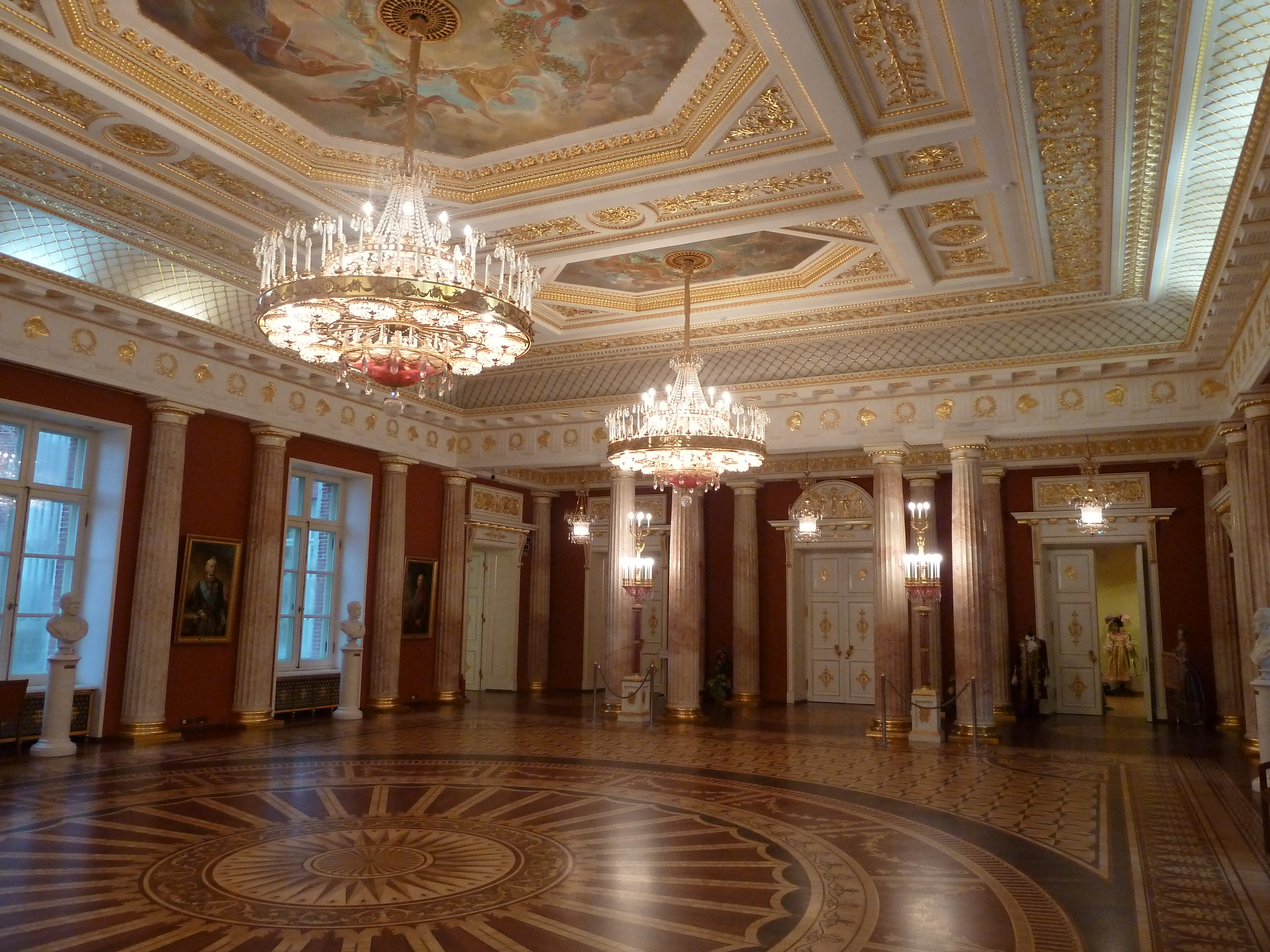
Lilla hallen i palatset
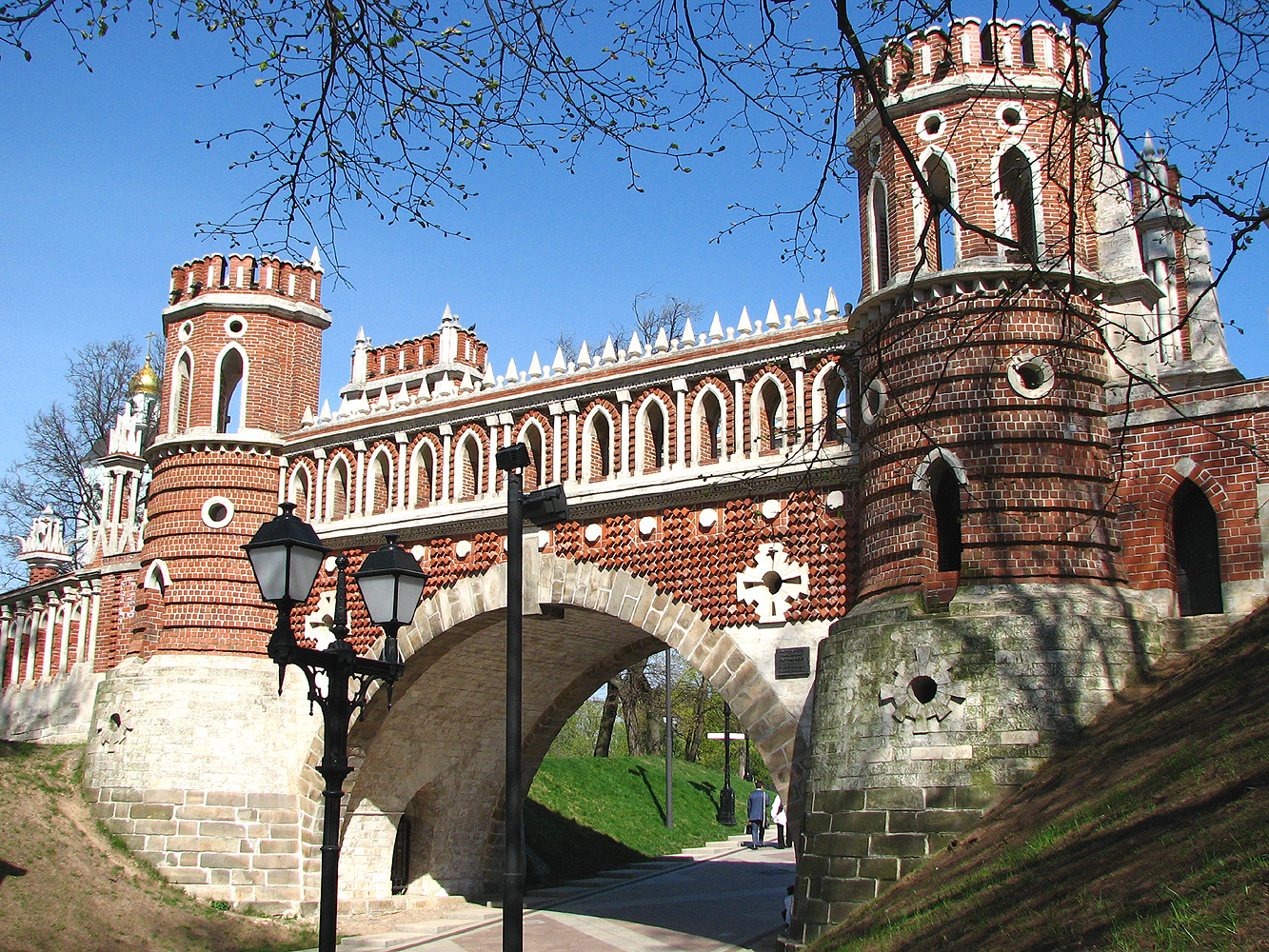
Entré i parkens västra del
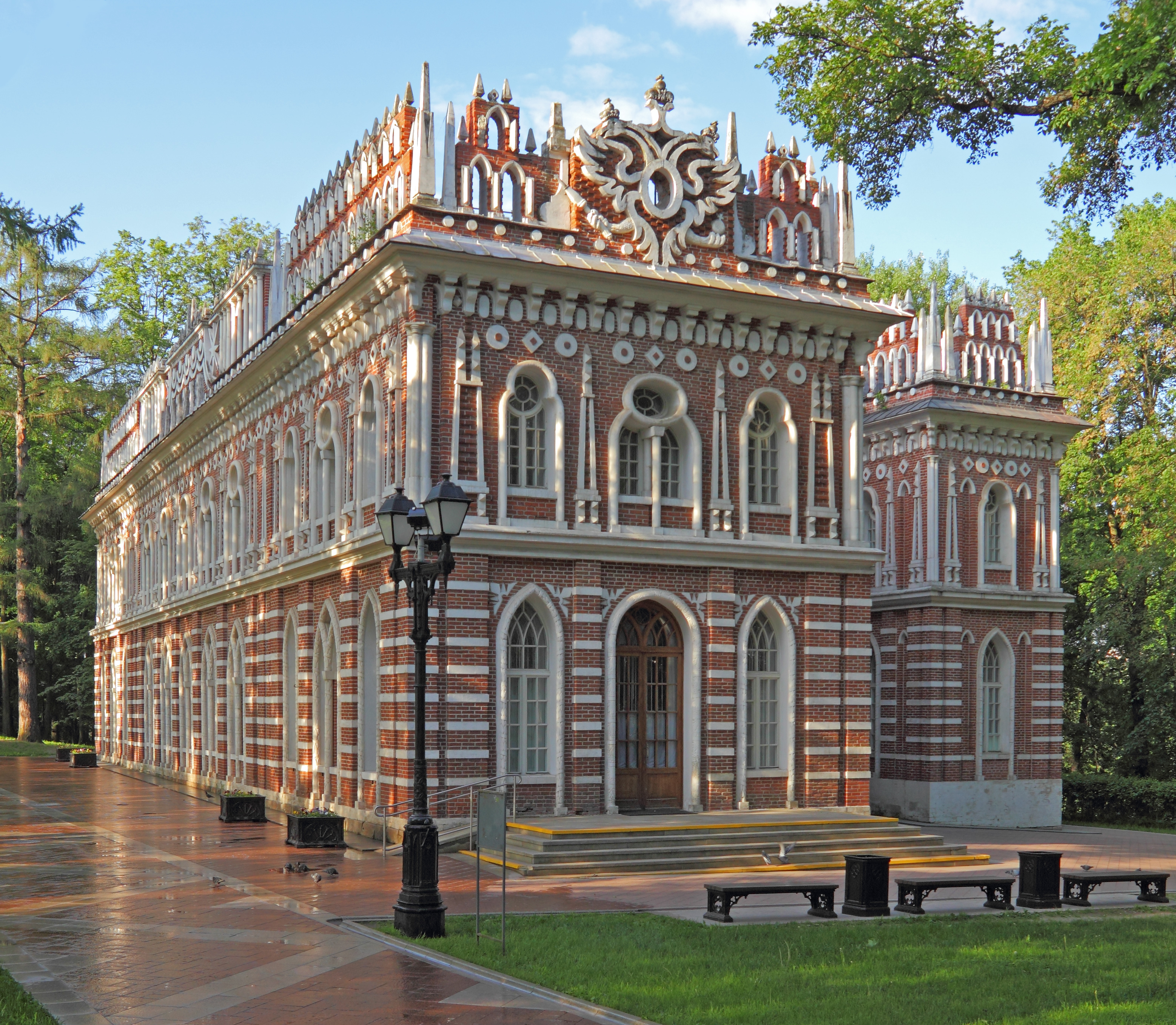
Bazjenovs "Operahus", 1776-1778
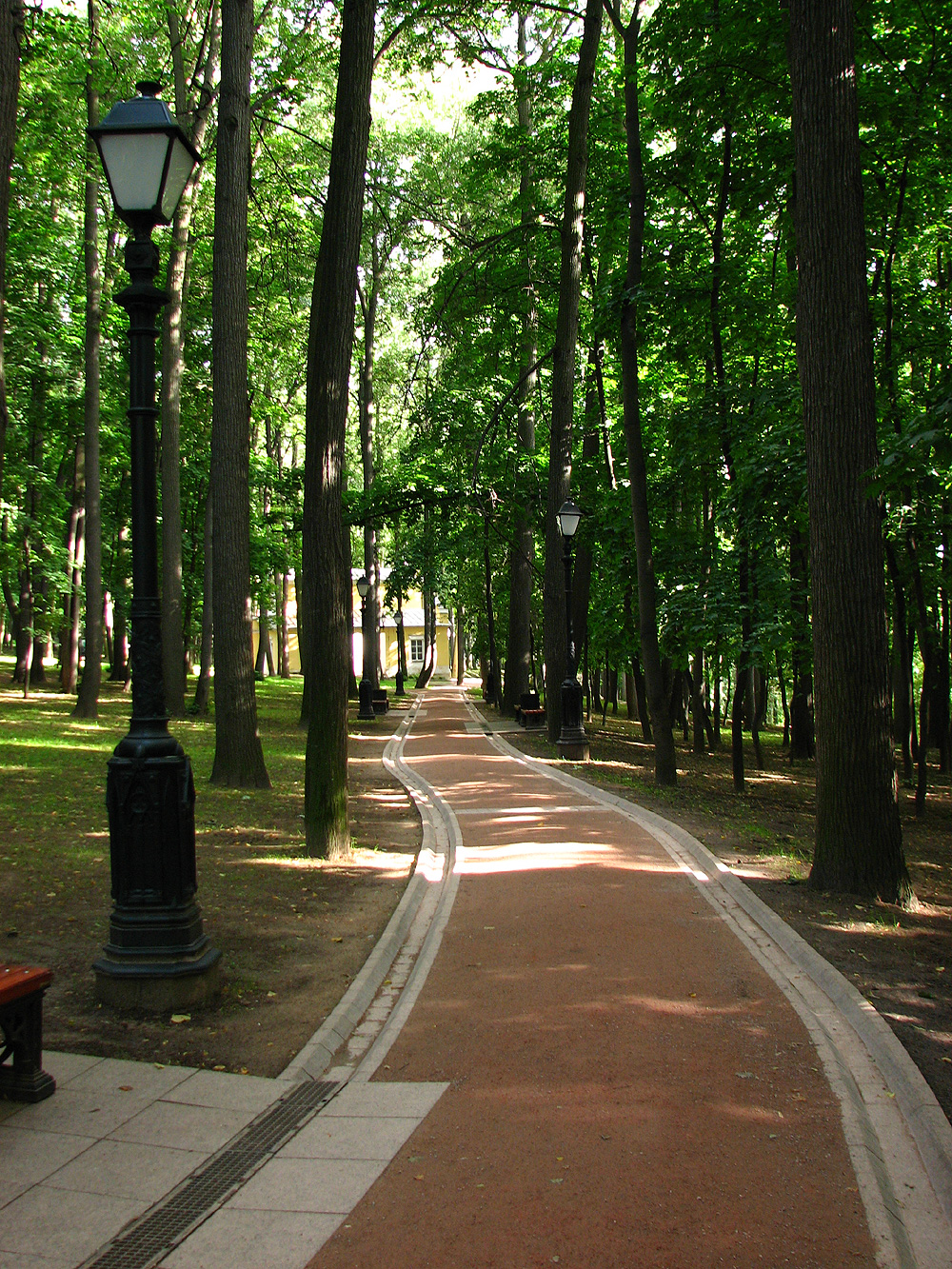
Allé i parken
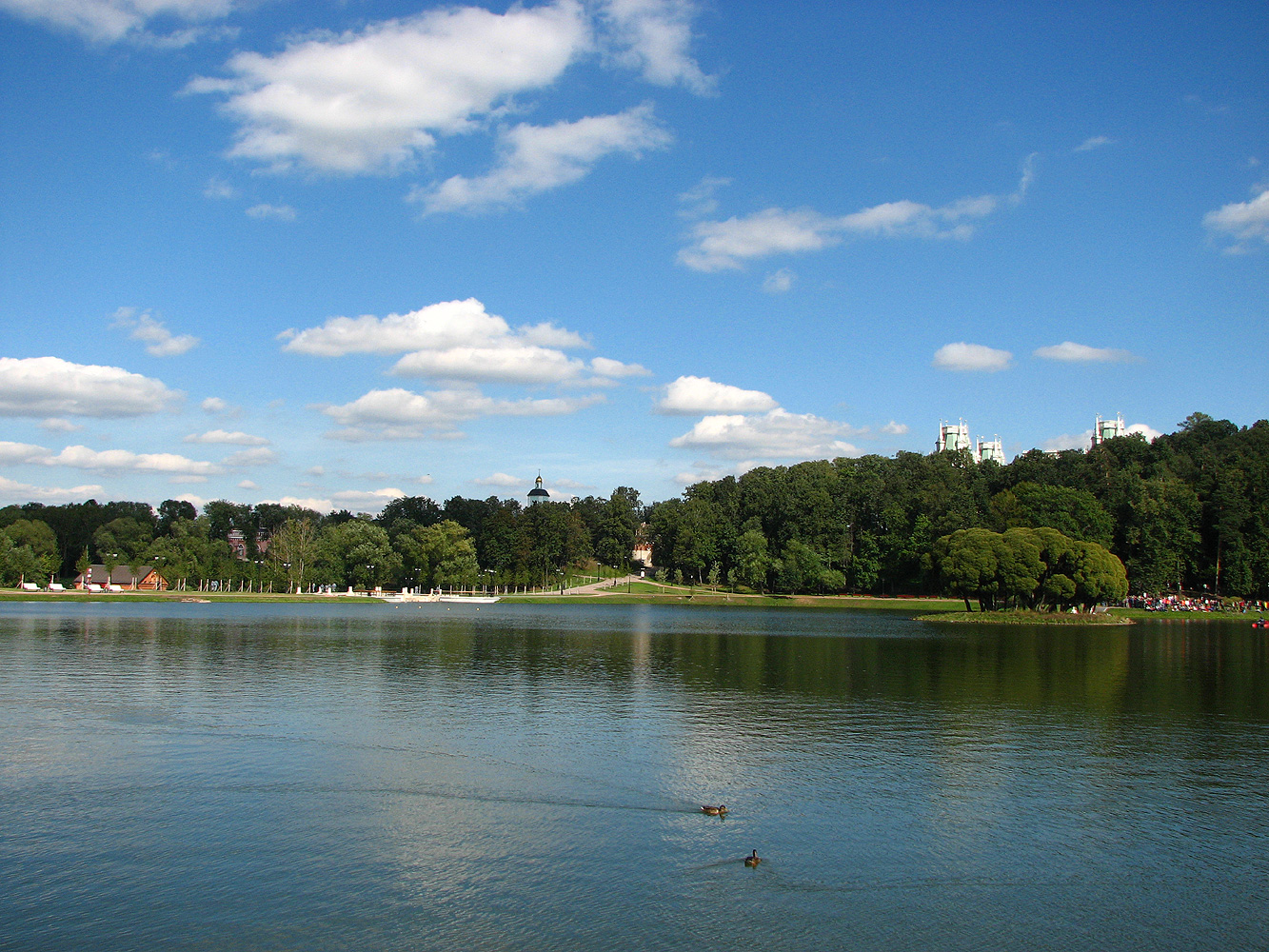
Parkens dammsystem

- Wikimedia Commons har media som rör Tsaritsyno.